# Fredrik Ribbing
Fredrik Ribbing, född 23 april 1721 i Göteborg, död 11 oktober 1783 i Stockholm, var en svensk greve och riksråd.

## Bakgrund
Fredrik Ribbing var son till Bengt Johansson Ribbing och grevinnan Ulrika Eleonora Piper, dotter till greve Carl Piper och Christina, född grevinna Törnflycht. Han föddes i Göteborg och var det tredje av tio överlevande syskon. Som fem av sina bröder fick han officersutbildning. Efter studentexamen från Lunds universitet anslöt han sig till det Hessensteinska regementet i Göteborg där han gjorde en snabb karriär och blev överste. Vid kungaparets kuppförsök 1756 försökte han hjälpa drottningen att pantsätta några diamantsmycken, men i det rättsliga efterspelet friades han från anklagelserna om inblandning i kuppförsöket. Han deltog i det pommerska kriget som Sverige förde mot Preussen 1757–1762. Ribbing hade stött de kungatrogna Hovpartiet men 1765 deklarerade han sitt stöd för mössorna. Därigenom blev han 1766 utnämnd till riksråd av kung Adolf Fredrik.
På 1760-talet lärde han känna grevinnan Eva Helena Löwen, mer än 20 år yngre än han själv, och de gifte sig i Pommern. I januari 1765 föddes deras första barn, Adolph Ludvig. I november 1765 föddes deras andra barn Carl Vilhelm men pojken dog samma dag han föddes. I juli 1774 föddes Gustaf.
1766 blev han utnämnd till guvernör för prins Fredrik Adolf, då 16 år, en tjänst han uppehöll till prinsen var 20 år. Som riksråd deltog han i Gustav III:s kröning 1772 och vid processionen på vägen till Storkyrkan fick Ribbing rida bakom kungen hållande riksbaneret. 1774 tilldelades han Svärdsorden och senare även Serafimerorden. I december 1778 upphöjdes han från friherre till greve i samband med drottning Sofia Magdalenas kyrkogångsdag vilket innebar att han var både huvudman för den grevliga ätten Ribbing som friherre Ribbing af Koberg. Genom förlänandet av grevetiteln blev även hans barn grevar.
1778 köpte han egendomen Brogård i Bro socken i Uppland. Fredrik Ribbing och hans hustru tillbringade mycket tid i det kungliga hovet och i februari 1779 utnämndes han till överstemarskalk vid änkedrottning Lovisa Ulrikas hov. Hon höll främst till på Svartsjö slott på Svartsjölandet och på Fredrikshovs slott på nuvarande Östermalm i Stockholm. Förhållandet mellan Gustav III och änkedrottningen var svalt och det har även smittat av sig på förhållandet mellan kungen och Fredrik Ribbing och hans hustru. Det fanns också rykten om att drottning Sofia Magdalena var alltför förtjust i Fredrik Ribbing. I juli 1782 avled änkedrottningen och vid begravningen i Riddarholmskyrkan blev det Fredrik Ribbings uppgift att framför de församlade gästerna bryta itu sin marskalkstav som ett tecken på att änkedrottningens hov var upplöst.
Den 11 oktober 1783 avled Fredrik Ribbing vid 63 års ålder. Han jordfästes tre dagar senare i Sankt Jacobs kyrka i Stockholm.

### Familj
Ribbing gifte sig 1764 i Pommern med sin faders svågers dotter, grevinnan Eva Helena Löwen (1743–1813), dotter till riksrådet och generalguvernören greve Axel Löwen och Eva Horn af Ekebyholm. De fick tillsammans kaptenen Adolf Ludvig Ribbing (1765–1843), Carl Vilhelm Ribbing (1765–1765) och kornetten Gustaf Ribbing (1774–1784) vid Livregementet till häst. Efter Ribbings död gifte Eva Helena Löwen om sig med kammarherren friherre Gustaf Maclean.